# Флоріан Гедройць
Флоріан (Федір) Гедройць (рус. Флориян Кгедройт, пом. 1609) — дрібний служилий князь литовського походження, що належав до клієнтели руського магната Костянтина Василя Острозького і був «власним рукодайним» слугою луцько-острозького православного владики Кирила Терлецького.    
На початку 1596 року він зринає серед очільників козацького повстання під проводом С. Наливайка. 14 лютого Северин і Флоріан разом з кількома пінськими зем'янами та «людьми своєвільними» вчинив наїзд на села Дубої і Отовчичі — маєтки Яроша Терлецького, брата вищеназваного єпископа, та його дружини, — сплюндрували й пограбували їх дочиста, побили слуг, урядника, челядь, а всю здобич, зокрема документи й мамрами, звезли до м. Степань. Іншим разом люди Гедройця розорили с. Будорож, яким володів сам Кирило. Воротившись з Риму, ієрарх затіяв процес з князем Острозьким, звинувачуючи того в організації нападів і переховуванні Флоріана. Марно Терлецький силкувався добитись видачі останнього: посланців, виряджених задля цього в Острог, тамтешній староста Ждан Боровицький кинув до в'язниці, морив голодом і зрештою вислав у Кременець. Тим не менш, 24 липня 1597 року Люблінський трибунал засудив Гедройця до баніції як «розбойника, зрадцу и лупезцу».    
Відтак князь подався до низовців, де гетьманом був Федір Полоус, брав спільно з ним участь в сутичках з урядовими військами. Либонь, з військом Лжедмитрія I дістався Москви, а згодом продовжив службу у Василія Шуйського. Коли царська армія була розбита Романом Ружинським під Болховим в травні 1608, капітулював й 5-тисячний гарнізон самого міста, очолюваний князем. Він долучився до Лжедмитрія 2, загинув при облозі Троїце-Сергієвого монастиря.   